# デセ
デセ (アムハラ語：ደሴ)はエチオピア北西部のアムハラ州東部の都市。
2015年の人口は18万7900人。
エチオピア第1号高速道路が通る。

## 歴史
16世紀前半にこの地域にワサルという集落が有ったとイタリア人の旅行記に記された。
1902年～1904年、イタリアがアスマラとアディスアベバを結ぶ電報を設置し、デセに中継所を設置した。
1904年、イタリアのGiuseppe Bonaiutiが、デセとアディスアベバを晴天時限定の道路で結んだ。
メネリク2世の義理の息子のミカエル・アリがデセに基地を設置した。
1915年頃、ミカエル・アリの息子のリジ・イヤスがデセで戴冠式を行った。
リジ・イヤスはデセに宮殿と教会を建てた。
1916年11月8日、ミカエル・アリが敗北した為、リジ・イヤスはデセに避難し、ウォルデ・ギヨルギスを始めとするエチオピア北部の貴族に助けを求めた。
12月10日、ウォルデ・ギヨルギスは中央政府から譲歩を引き出す為、デセに進軍した。
1920年、郵便局が開業した。
1935年12月6日、イタリアの2度目の侵略の中で初めて空爆された。
1936年4月15日、イタリア王国がデセを占領した。
その後イタリア領東アフリカの重要拠点となった。
1937年、フランシスコ会がデセ使徒座知牧区を開設した。
1941年4月26日、南アフリカ軍の前にイタリア軍は降伏した。
1942年、デセは全国に6都市だけの「A計画都市」に指定された。
同時に指定された「B計画都市」は約100都市存在した。
第二次世界大戦後、ウォロ州の州都として発展した。
1954年、電話が開通した。
1955年、屋外放送設備が設置され、市民がラジオ・アディスアベバを聞けるようになった。
1957年、唯一の長官が亡くなった事でデセ使徒座知牧区は閉鎖された。
全国で当時9校しか無かった中学校が開校した。
1963年、コンボルチャ発電所から電気が届いた。
費用は11万ブルだった。
1973年2月、1500人の小作農がデセからアディスアベバまで行進し、ウォロ州の飢饉を訴えた。
行進はアディスアベバ郊外で警察に止められ、強制的に引き返させられた。
1976年10月、エチオピア内戦の中で、デセ北西部で革命軍と政府軍の大きな衝突が有った。
地主の指示で行進した小作農にデルグの兵士が発砲し、1000人弱が殺害された。
1989年10月、エチオピア人民革命民主戦線(EPRDF)がほぼ完全にデセを占領した。
1995年、州の再編によって州都でなくなった。

## 交通
- 都市内交通：セラム・バス（英語版）
- 空港：コンボルチャ空港（英語版）(デセ中心部から道なりに約24km東)

## 人口
- 1984年5月9日：6万8848人
- 1994年10月11日：9万7314人
- 2007年5月28日：12万95人(都市化率：79.44%)
- 2015年7月1日：18万7900人[4]

## 宗教
- イスラム教：58.62%
- エチオピア正教会：39.92%
- プロテスタント：1.15%
- その他：0.31%[5]

- 北東アフリカ初のスーフィズムのカーディリー教団の学校(en:Zawiya (institution))が有る。

## 民族
- アムハラ人：92.83%
- ティグレ人：4.49%
- その他：2.68%

## 第一言語
- アムハラ語：94.89%
- ティグリニャ語：3.79%
- その他：1.32%

## 著名人
- イクノ・アムラク(アムハラ語：ይኵኖ አምላክ)(在位：1270年～1285年)：ソロモン朝創始者。エチオピア帝国初代皇帝。
- モハメド・アル・アムディ（英語版）(アムハラ語：ሞሐመድ አልዐሙዲ)(アラビア語：محمد حسين العمودي)：史上2番目に裕福なアフリカ系黒人(2016年5月時点の資産は約9100億円)。